# روني ويلان
رونالد أندرو ويلان (بالإنجليزية: Ronnie Whelan)‏، من مواليد 25 سبتمبر 1961 في دبلن في جمهورية إيرلندا، لاعب كرة قدم إيرلندي سابق، ومدرب كرة قدم سابق.
بدأ مسيرته الكروية مع نادي ليفربول في عام 1979 ولعب معهم حتى عام 1994، وقد شارك معهم في 362 مباراة وسجل 45 هدف، وفي عام 1994 انتقل إلى نادي ساوثإند يونايتد، ولعب معهم حتى عام 1996، وشارك خلال تلك الفترة في 34 مباراة وسجل هدف واحد.
و قد لعب مع منتخب جمهورية إيرلندا لكرة القدم بين عامي 1981 و1995، وقد شارك معهم في 53 مباراة وسجل 3 أهداف.
و قد درب نادي ساوثإند يونايتد بين عامي 1995 و1997.

## روابط خارجية
- روني ويلان على موقع الاتحاد الدولي (مؤرشف)  (الإنجليزية)
- روني ويلان على موقع الاتحاد الأوربي (الإنجليزية)
- روني ويلان على موقع قاعدة بيانات كرة القدم.إي يو (الإنجليزية)
- روني ويلان على موقع ناشيونال فوتبول تيمز (الإنجليزية)
- روني ويلان على موقع Soccerbase.com (لاعب) (الإنجليزية)
- روني ويلان على موقع Soccerbase.com (مدرب) (الإنجليزية)
- روني ويلان على موقع Soccerway.com (الإنجليزية)
- روني ويلان على موقع عالم كرة القدم.نت (الإنجليزية)